# Henicorhynchus siamensis
Henicorhynchus siamensis és una espècie de peix cipriniforme de la família dels ciprínids.

## Morfologia
- Els mascles poden assolir 20 cm de longitud total.
- Nombre de vèrtebres: 33-34.[1][2]

## Hàbitat
És un peix d'aigua dolça i de clima tropical.

## Distribució geogràfica
Es troba a Àsia: conques dels rius Chao Phraya i Mekong.